# Campeonato Nacional de Clubes 1972
Die  Campeonato Nacional de Clubes 1972 war die 16. Spielzeit der brasilianischen Fußballmeisterschaft.

## Saisonverlauf
Der Wettbewerb startete am 6. September 1972 in seine neue Saison und endete am 23. Dezember 1972. Die Meisterschaft wurde vom nationalen Verband CBD ausgerichtet. Am Ende der Saison konnte der SE Palmeiras seinen fünften Titel feiern.
Torschützenkönige wurden mit 17 Treffern Pedro Rocha vom FC São Paulo und Dario von Atlético Mineiro.
Am 26. November erzielte Clodoaldo vom FC Santos im Heimspiel gegen den SC Corinthians das 1000. Tor in der Geschichte der brasilianischen Meisterschaft. Berechnet wurde dieses ab der Saison 1971, da die vorherigen Meisterschaften zu dem Zeitpunkt noch keine Anerkennung gefunden hatten.
Toninho Cerezo von Atlético Mineiro gab in dieser Saison mit 16 Jahren sein Debüt. Er war bis 1997 als Spieler aktiv.

## Teilnehmer
Es nahmen 26 Mannschaften am Wettbewerb teil, sechs mehr als im Vorjahr. Aus dem Bundesstaat Bahia war ein zweiter Klub zugelassen. Erstmals waren Vertreter des Verbandes von Amazonas, Pará, Alagoas, Sergipe und Rio Grande do Norte am Start.
Es gab noch keine Auf- und Abstiegsregularien zur Série B, daher erhielt der Meister der Série B Sampaio Corrêa FC keine Spielberechtigung.
 Alagoas
- Clube de Regatas Brasil

 Amazonas
- Nacional FC (AM)

 Bahia
- EC Bahia
- EC Vitória

 Ceará
- Ceará SC

 Rio de Janeiro (damals noch Guanabara (Bundesstaat))
- America FC (RJ)
- Botafogo FR
- CR Flamengo
- Fluminense FC
- CR Vasco da Gama

 Minas Gerais
- América Mineiro
- Atlético Mineiro
- Cruzeiro EC

 Pará
- Clube do Remo

 Paraná
- Coritiba FC

 Pernambuco
- Náutico Capibaribe
- Santa Cruz FC

 Rio Grande do Norte
- ABC Natal

 Rio Grande do Sul
- Grêmio FBPA
- SC Internacional

 São Paulo
- SC Corinthians
- SE Palmeiras
- Associação Portuguesa de Desportos
- FC Santos
- FC São Paulo

 Sergipe
- CS Sergipe

## Modus
Punktevergabe
- 1. Größere Anzahl von Punkten
- 2. Anzahl von Siegen
- 3. Bessere Tordifferenz
- 4. Anzahl von Tore
- 5. Anzahl Gegentore
- 6. Direkter Vergleich

1. Runde:
In der ersten Runde spielten die 26 Teilnehmer in vier Gruppen. In den Gruppen A und C mit je sechs Mannschaften und in den Gruppen B und D zu siebt. Die Mannschaften spielten über alle Gruppen hinweg jeweils einmal gegeneinander. Am Ende der Runde kamen die besten vier Mannschaften jeder Gruppe in die zweite Runde.
2. Runde:
Hier trafen die 16 Mannschaften in vier Gruppen zu je vier Teams aufeinander. In den Gruppen spielten die Teams jeweils einmal gegeneinander. Die beste Mannschaft jeder Gruppe zog in die Finalrunde ein.
Finalrunde:
Die Finalrunde setzte sich aus Halbfinale und Finale zusammen. In allen Spielen trafen die Mannschaften nur einmal aufeinander. Das Finale endete mit einem Unentschieden. Die Mannschaft, die in der Gruppenphase besser abgeschnitten hatte daraufhin zum Meister erklärt.
Gesamttabelle:
Aus den Ergebnissen aller Spiele wurde eine Gesamttabelle gebildet. Diese wird vom nationalen Verband zur Berechnung der ewigen Bestenliste genutzt.

## 1. Runde
Im Spiel zwischen ABC Natal und Botafogo FR am 25. November 2016, wurden durch ABC drei Spieler irregulär eingesetzt. Das Spiel wurde, trotz 2:1-Sieges durch ABC, deshalb als Sieg für Botafogo gewertet.

### Gruppe A
| Pl. | Verein           | Sp. | S  | U  | N  | Tore    | Diff. | Punkte |
| --- | ---------------- | --- | -- | -- | -- | ------- | ----- | ------ |
| 1.  | SC Internacional | 25  | 11 | 12 | 2  | 034:200 | +14   | 34     |
| 2.  | CR Vasco da Gama | 25  | 10 | 10 | 5  | 023:150 | +8    | 30     |
| 3.  | FC São Paulo     | 25  | 11 | 6  | 8  | 045:310 | +14   | 28     |
| 4.  | America FC (RJ)  | 25  | 8  | 10 | 7  | 019:210 | −2    | 26     |
| 5.  | EC Bahia         | 25  | 6  | 11 | 8  | 016:230 | −7    | 23     |
| 6.  | CS Sergipe       | 25  | 2  | 5  | 18 | 014:410 | −27   | 09     |

### Gruppe B
| Pl. | Verein             | Sp. | S  | U  | N  | Tore    | Diff. | Punkte |
| --- | ------------------ | --- | -- | -- | -- | ------- | ----- | ------ |
| 1.  | SE Palmeiras       | 25  | 14 | 8  | 3  | 039:150 | +24   | 36     |
| 2.  | Coritiba FC        | 25  | 12 | 9  | 4  | 034:170 | +17   | 33     |
| 3.  | Cruzeiro EC        | 25  | 12 | 9  | 4  | 037:200 | +17   | 33     |
| 4.  | CR Flamengo        | 25  | 10 | 8  | 7  | 021:200 | +1    | 28     |
| 5.  | Clube do Remo      | 25  | 5  | 15 | 5  | 021:200 | +1    | 25     |
| 6.  | Náutico Capibaribe | 25  | 7  | 8  | 10 | 030:340 | −4    | 22     |
| 7.  | ABC Natal          | 23  | 4  | 7  | 12 | 020:330 | −13   | 15     |

### Gruppe C
| Pl. | Verein               | Sp. | S  | U  | N  | Tore    | Diff. | Punkte |
| --- | -------------------- | --- | -- | -- | -- | ------- | ----- | ------ |
| 1.  | SC Corinthians       | 25  | 11 | 10 | 4  | 029:240 | +5    | 32     |
| 2.  | Atlético Mineiro (M) | 25  | 10 | 6  | 9  | 031:260 | +5    | 26     |
| 3.  | Botafogo FR          | 25  | 7  | 11 | 7  | 030:300 | ±0    | 25     |
| 4.  | Santa Cruz FC        | 25  | 7  | 9  | 9  | 031:360 | −5    | 23     |
| 5.  | Nacional FC (AM)     | 25  | 4  | 10 | 11 | 023:310 | −8    | 18     |
| 6.  | Portuguesa           | 25  | 4  | 9  | 12 | 025:370 | −12   | 17     |

| (M) | Meister des Vorjahres |

### Gruppe D
| Pl. | Verein                  | Sp. | S  | U  | N  | Tore    | Diff. | Punkte |
| --- | ----------------------- | --- | -- | -- | -- | ------- | ----- | ------ |
| 1.  | FC Santos               | 25  | 11 | 9  | 5  | 031:190 | +12   | 31     |
| 2.  | Grêmio FBPA             | 25  | 10 | 8  | 7  | 022:160 | +6    | 28     |
| 3.  | Ceará SC                | 25  | 8  | 12 | 5  | 027:250 | +2    | 28     |
| 4.  | Fluminense FC           | 25  | 9  | 9  | 7  | 021:190 | +2    | 27     |
| 5.  | EC Vitória              | 25  | 6  | 10 | 9  | 013:260 | −13   | 22     |
| 6.  | América Mineiro         | 25  | 3  | 12 | 10 | 018:280 | −10   | 18     |
| 7.  | Clube de Regatas Brasil | 25  | 1  | 11 | 13 | 018:450 | −27   | 13     |

## Runde 2

### Gruppe 1
| Pl. | Verein           | Sp. | S | U | N | Tore    | Diff. | Punkte |
| --- | ---------------- | --- | - | - | - | ------- | ----- | ------ |
| 1.  | SC Internacional | 3   | 2 | 1 | 0 | 007:400 | +3    | 05     |
| 2.  | CR Vasco da Gama | 3   | 1 | 2 | 0 | 005:300 | +2    | 04     |
| 3.  | CR Flamengo      | 3   | 0 | 2 | 1 | 003:500 | −2    | 02     |
| 4.  | Cruzeiro EC      | 3   | 0 | 1 | 2 | 004:700 | −3    | 01     |

### Gruppe 2
| Pl. | Verein          | Sp. | S | U | N | Tore    | Diff. | Punkte |
| --- | --------------- | --- | - | - | - | ------- | ----- | ------ |
| 1.  | SE Palmeiras    | 3   | 2 | 0 | 1 | 006:300 | +3    | 04     |
| 2.  | FC São Paulo    | 3   | 2 | 0 | 1 | 004:100 | +3    | 04     |
| 3.  | Coritiba FC     | 3   | 1 | 0 | 2 | 002:600 | −4    | 02     |
| 4.  | América Mineiro | 3   | 1 | 0 | 2 | 003:500 | −2    | 02     |

### Gruppe 3
| Pl. | Verein               | Sp. | S | U | N | Tore    | Diff. | Punkte |
| --- | -------------------- | --- | - | - | - | ------- | ----- | ------ |
| 1.  | SC Corinthians       | 3   | 1 | 2 | 0 | 001:000 | +1    | 04     |
| 2.  | Atlético Mineiro (M) | 3   | 1 | 2 | 0 | 004:300 | +1    | 04     |
| 3.  | Ceará SC             | 3   | 0 | 2 | 1 | 001:200 | −1    | 02     |
| 4.  | Fluminense FC        | 3   | 0 | 2 | 1 | 002:300 | −1    | 02     |

| (M) | Meister des Vorjahres |

### Gruppe 4
| Pl. | Verein        | Sp. | S | U | N | Tore    | Diff. | Punkte |
| --- | ------------- | --- | - | - | - | ------- | ----- | ------ |
| 1.  | Botafogo FR   | 3   | 2 | 1 | 0 | 006:200 | +4    | 05     |
| 2.  | Grêmio FBPA   | 3   | 1 | 1 | 1 | 002:200 | ±0    | 03     |
| 3.  | FC Santos     | 3   | 1 | 0 | 2 | 003:300 | ±0    | 02     |
| 4.  | Santa Cruz FC | 3   | 1 | 0 | 2 | 003:700 | −4    | 02     |

## Halbfinale
|              | Ergebnis |                  |
| ------------ | -------- | ---------------- |
| SE Palmeiras | 1:1      | SC Internacional |
| Botafogo FR  | 2:1      | SC Corinthians   |

## Finale
Das Finale endete mit einem Unentschieden. Die SE Palmeiras hatte in der Gruppenphase besser abgeschnitten und wurde daraufhin zum Meister erklärt (Palmeiras 42 Punkte, Botafogo 33 Punkte).
| SE Palmeiras                                        | SE Palmeiras | Botafogo FR | Botafogo FR |
| --------------------------------------------------- | --- | --- | ----------- |
| SE Palmeiras                                        | \| 23. Dezember 1972 in São Paulo (Estádio do Morumbi) \| \| Ergebnis: 0:0 \| \| Zuschauer: 58.287 \| \| Schiedsrichter: Agomar Martins \|                                              | \| 23. Dezember 1972 in São Paulo (Estádio do Morumbi) \| \| Ergebnis: 0:0 \| \| Zuschauer: 58.287 \| \| Schiedsrichter: Agomar Martins \|                                                   | Botafogo FR |
| SE Palmeiras                                        | Émerson Leão, Eurico, Luis Pereira, Alfredo Mostarda, Zeca, Dudu (Zé Carlos), Ademir da Guia, Edu Bala (Ronaldo Drummond), Leivinha, Norberto Madurga, Nei Cheftrainer: Osvaldo Brandão | Cao, Guarnelli, Brito, Waltencir, Francisco Marinho, Ademir Vicente (Fernando Ferretti), Carlos Roberto, Nei Conceição, Jairzinho, Rodolfo Fischer, Zequinha Cheftrainer: Sebastião Leônidas | Botafogo FR |
| 23. Dezember 1972 in São Paulo (Estádio do Morumbi) | | |             |
| Ergebnis: 0:0                                       | | |             |
| Zuschauer: 58.287                                   | | |             |
| Schiedsrichter: Agomar Martins                      | | |             |

## Die Meistermannschaft
|  | SE Palmeiras |
|  | - Tor: Émerson Leão - Abwehr: Beliato, João Carlos, Dé, Eurico, Minuca, Mostarda, Luis Pereira, Polaco, Zé Carlos, Zeca - Mittelfeld: Dudu, Ademir da Guia, Manfrini, Norberto Madurga - Angriff: Edu Bala, Bio, Celsinho, Odair Cologna, Ronaldo Drummond, Fedato, Leivinha, César Maluco, Moreno, Nei, Pio, Wilson - Trainer: Osvaldo Brandão |

## Abschlusstabelle
Die Tabelle diente lediglich zur Feststellung der Platzierung der einzelnen Mannschaften in der Saison. Sie wurde zeitweise vom Verband auch zur Ermittlung einer ewigen Rangliste herangezogen. Sie setzt sich zusammen aus allen ausgetragenen Spielen. In der Sortierung hat das Erreichen der jeweiligen Finalphase Vorrang vor den erzielten Punkten.
| Pl. | Verein                  | Sp. | S  | U  | N  | Tore    | Diff. | Punkte |
| --- | ----------------------- | --- | -- | -- | -- | ------- | ----- | ------ |
| 1.  | SE Palmeiras            | 30  | 16 | 10 | 4  | 046:190 | +27   | 42     |
| 2.  | Botafogo FR             | 30  | 10 | 13 | 7  | 038:310 | +7    | 33     |
| 3.  | SC Internacional        | 29  | 13 | 14 | 2  | 042:250 | +17   | 40     |
| 4.  | SC Corinthians          | 29  | 12 | 12 | 5  | 031:260 | +5    | 36     |
| 5.  | Coritiba FC             | 28  | 13 | 9  | 6  | 036:230 | +13   | 35     |
| 6.  | Cruzeiro EC             | 28  | 12 | 10 | 6  | 041:270 | +14   | 34     |
| 7.  | CR Vasco da Gama        | 28  | 11 | 12 | 5  | 028:180 | +10   | 34     |
| 8.  | FC Santos               | 28  | 12 | 9  | 7  | 034:220 | +12   | 33     |
| 9.  | FC São Paulo            | 28  | 13 | 6  | 9  | 049:320 | +17   | 32     |
| 10. | Grêmio FBPA             | 28  | 11 | 9  | 8  | 024:180 | +6    | 31     |
| 11. | Atlético Mineiro (M)    | 28  | 11 | 8  | 9  | 035:290 | +6    | 30     |
| 12. | CR Flamengo             | 28  | 10 | 10 | 8  | 024:250 | −1    | 30     |
| 13. | Ceará SC                | 28  | 8  | 14 | 6  | 028:270 | +1    | 30     |
| 14. | Fluminense FC           | 28  | 9  | 11 | 8  | 023:220 | +1    | 29     |
| 15. | America FC (RJ)         | 28  | 9  | 10 | 9  | 022:260 | −4    | 28     |
| 16. | Santa Cruz FC           | 28  | 8  | 9  | 11 | 034:430 | −9    | 25     |
| 17. | Clube do Remo           | 25  | 5  | 15 | 5  | 021:200 | +1    | 25     |
| 18. | EC Bahia                | 25  | 6  | 11 | 8  | 016:230 | −7    | 23     |
| 19. | Náutico Capibaribe      | 25  | 7  | 8  | 10 | 030:340 | −4    | 22     |
| 20. | EC Vitória              | 25  | 6  | 10 | 9  | 013:260 | −13   | 22     |
| 21. | Nacional FC (AM)        | 25  | 4  | 10 | 11 | 023:310 | −8    | 18     |
| 22. | América Mineiro         | 25  | 3  | 12 | 10 | 018:280 | −10   | 18     |
| 23. | Portuguesa              | 25  | 4  | 9  | 12 | 025:370 | −12   | 17     |
| 24. | ABC Natal               | 25  | 4  | 7  | 14 | 018:330 | −15   | 15     |
| 25. | Clube de Regatas Brasil | 25  | 1  | 11 | 13 | 018:450 | −27   | 13     |
| 26. | CS Sergipe              | 25  | 2  | 5  | 18 | 014:410 | −27   | 09     |

| (M) | Meister des Vorjahres |

## Torschützenliste
| Pl. | Nat.        | Spieler     | Verein           | Tore    |
| --- | ----------- | ----------- | ---------------- | ------- |
| 1   | Uruguayer   | Pedro Rocha | FC São Paulo     | 17 Tore |
| 1   | Brasilianer | Dario       | Atlético Mineiro | 17 Tore |
| 3   | Brasilianer | Zé Roberto  | Coritiba         | 16 Tore |
| 4   | Brasilianer | Leivinha    | Palmeiras        | 15 Tore |
| 5   | Brasilianer | Campos      | Nacional         | 14 Tore |
| 6   | Brasilianer | Valdomiro   | Internacional    | 12 Tore |
| 7   | Brasilianer | Roberto     | Remo             | 10 Tore |
| 8   | Brasilianer | Jairzinho   | Botafogo         | 9 Tore  |

## Auswahlmannschaft
Am Ende der Saison wurde die Auswahlmannschaft der Saison gewählt.
- Tor: Émerson Leão (Palmeiras)
- Abwehr: Aranha (Remo), Beto Bacamarte (Grêmio), Elías Figueroa (Internacional),  Francisco Marinho (Botafogo), Piazza (Cruzeiro)
- Mittelfeld: Ademir da Guia (Palmeiras)
- Angriff: Alberi (ABC), Caju (Flamengo), Osni Lopes (Vitória), Zé Roberto (Coritiba)